# رودلف بونخي
رودلف بونخي (بالألمانية: Rudolf Bunge)‏ (و. 1836 – 1907 م) هو مؤلف، وكاتب ألماني، ولد في كوتن، توفي في هاله، عن عمر يناهز 71 عاماً.

## روابط خارجية
- رودلف بونخي على موقع ميوزك برينز (الإنجليزية)
- رودلف بونخي على موقع ديسكوغز (الإنجليزية)